# ایستگاه شیئودومه
ایستگاه شیئودومه (به ژاپنی: 汐留駅 Shiodome-eki) یک ایستگاه قطار است که در میناتو-کو، توکیو در ژاپن واقع شده‌است. این ایستگاه به خط اوادو و خط یوریکامومه سرویس می‌دهد.